# Maureen Kelly
Maureen Dumont Kelly (* 20. Dezember 1956 in Whittier, Los Angeles County, Kalifornien; † 4. Dezember 2008 in Albuquerque, New Mexico) war eine US-amerikanische Schauspielerin und Showgirl.

## Leben
Kelly arbeitete in Las Vegas als Showgirl. Mit dem Aerosmith-Gitarristen Rick Dufay hatte sie eine Tochter, die Schauspielerin Minka Kelly. Sie debütierte 1985 in einer Episode der Fernsehserie Die Lady mit dem Colt als Schauspielerin. Es folgte eine der weiblichen Hauptrollen in Angel’s Höllenkommando. Später folgten noch Episodenrollen in den Fernsehserien 21 Jump Street – Tatort Klassenzimmer, Die besten Jahre und Roseanne.
Kelly verstarb am 4. Dezember 2008 im Alter von 51 Jahren an den Folgen von Darmkrebs.

## Filmografie
- 1985: Die Lady mit dem Colt (Lady Blue) (Fernsehserie, Episode 1x10)
- 1986: Angel’s Höllenkommando (Hell Squad)
- 1989: 21 Jump Street – Tatort Klassenzimmer (21 Jump Street) (Fernsehserie, Episode 3x18)
- 1991: Die besten Jahre (Thirtysomething) (Fernsehserie, 2 Episoden)
- 1992: Roseanne (Fernsehserie, Episode 4x22)